# 札幌パルコ
札幌PARCO（さっぽろパルコ）は、北海道札幌市中央区にある株式会社パルコが運営する商業施設。

## 概要
1975年8月24日開店。
2019年、翌年の開業45周年に向け、段階的な大規模リニューアルで2020年度上期までに全館の60％以上の刷新を発表。第一弾として、「全道を代表するファッション＆モード」をテーマにファッションの大型改装を実施した。
2020年3月27日、無印良品を5F・6Fの2フロアにてリニューアルオープンした。売場面積約2700㎡の北海道最大級店舗となり、当時北海道初となる冷凍食品の取り扱いを始めた。当初は3月13日に開店する予定だったが、新型コロナウイルス緊急事態宣言で延期となった。
2022年6月2日、スシローが開店。北海道では初めて商業施設のレストラン街に出店し、都市型価格も北海道の店舗で初めて適用した。
ピヴォの閉館に伴い、タワーレコードが2023年9月16日、7階に移転開業した。
2023年9月30日、8階で営業していたごまそば八雲が閉店。1975年8月の札幌パルコ誕生とともに出店しており、48年間の営業を終えた。

## 沿革
- 1975年8月24日 - 開店
- 2020年3月27日 - 無印良品がリニューアルオープン
- 2023年9月16日 - タワーレコードがピヴォから移転[4]

## 店内構成
出典:

### 主なテナント
8階（レストラン/ビューティ ）
- スシロー
- 東京純豆腐

7階（サウンド＆ポップカルチャー ）
- #C-pla（カプセルトイ専門店）
- 島村楽器
- JUMP SHOP
- スペース7（イベントスペース）
- TOWER RECORDS

6階（無印良品 / ミュージック ）
- 島村楽器
- 無印良品

5階（無印良品 / ナナズグリーンティー ）
- ナナズグリーンティー
- 無印良品

4階（レディス／メンズ／スポーツ／グッズ／シューズ／ビューティー ）
- ABCマート
- JINS
- ほけんの窓口
- ムラサキスポーツ
- ミュゼ プラチナム

3階（レディス/メンズ/インテリア/グッズ/ビューティ ）
- Francfranc

2階（レディス/メンズ/グッズ ）
- MHL.
- JOURNAL STANDARD
- DIESEL
- UNITED ARROWS

1階（レディス/メンズ/グッズ/シューズ/カフェ ）
- オニツカタイガー
- スターバックスコーヒー
- MIZUNO SHOP SAPPORO
- UNITED ARROWS

地下1階（レディス/メンズ/グッズ/カフェ ）
- SHIPS
- スターバックスコーヒー

地下2階（グッズ/コスメ/レディス ）
- agnès b.
- Samantha Thavasa
- ちいかわらんど
- LUSH
- リラックマストア＆すみっコぐらしshop
- セブン銀行ATM

### 過去のテナント
- ごまそば八雲 - 2023年9月30日閉店[5]。

## 札幌ZERO GATE

### 札幌パルコ新館
元々、丸井今井系の商業施設札幌マルサ2が営業していたが2004年8月末に閉店。パルコが丸井今井から取得し、05年3月31日に札幌パルコ新館として開業した。
ZARAやフランフランなど5つのテナントが入居していたが、売上が低迷。札幌店全体の1割に満たず、本館に経営資源を集中するため2011年に閉館。
札幌信用金庫（現在の北海道信用金庫）が隣接する本部ビルと合わせて建て替える意向を示したため、売買に合意。2011年4月、札幌信金に売却した。

### 札幌ZERO GATE
札幌信用金庫本店ビルと旧札幌パルコ新館を取り壊し、新本店ビルとテナントビルの2棟建ての計画となった。パルコが全体の土地面積約1667㎡の一部、約360㎡を札幌信金から賃借。自前で商業施設を建設し、接して建てられた共同ビル2棟の内、商業施設を区分所有することになった。
2016年2月26日にFOREVER 21が開店。2019年10月末、FOREVER 21米国本社の破産法適用での日本撤退に伴い閉店。
2019年12月10日、跡地にラオックスが入居した。しかし、新型コロナウイルスの感染拡大で、2020年2月末から休業。
その後、KDDIの直営店舗「au Style SAPPORO」が出店することになり、2024年3月31日に地下2階がオープン。4月9日、1階がグランドオープンするとともに、キャンドゥ札幌大通店が2階から3階に出店した。
2023年3月1日、パルコの組織改定により、J.フロント都市開発が継承。

#### テナント
出典:
地下2階・1階
- au Style SAPPORO

2階 - 3階
- Can☆Do

4階
- あおばクリニック札幌院
- プライスコンタクト札幌